# Násoska
Násoska je jednoduché zařízení, které slouží k přečerpávání kapaliny z nádob, v nichž je hladina kapaliny výše, do nádob, kde je hladina kapaliny níže. Hnací silou je rozdíl potenciálních energií kapalin v obou větvích násosky (při stejném okolním tlaku).

## Teorie

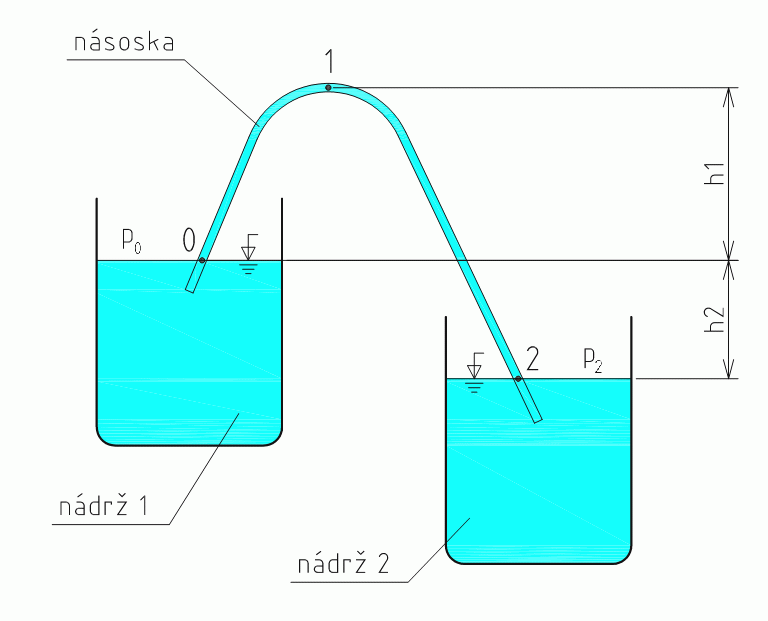
Schéma násosky (v případě, že kapalina vytéká do volného prostoru, bude výška h_{2} měřena od spodního okraje trubičky)

Nechť hladina potenciální energie v bodě 2 je nulová ({\displaystyle E_{p}=0})

Při aplikaci Bernoulliho rovnice mezi body 0-2 platí:
{\displaystyle {\frac {p_{0}}{\rho }}+gh_{2}={\frac {p_{2}}{\rho }}+{\frac {v_{2}^{2}}{2}}}
kde první členy vlevo a vpravo jsou velikosti tlakové měrné energie v bodě 0 resp. 2 a druhé členy vlevo a vpravo jsou
velikosti potenciální měrné energie v bodě 0 resp. kinetické měrné energie v bodě 2.

Při rovnosti okolních tlaků (nádoby otevřené do atmosféry) je pak rychlost vytékající kapaliny v bodě 2:
{\displaystyle v_{2}={\sqrt {2gh_{2}}}}
proto při nulovém rozdílu hladin ({\displaystyle h_{2}=0}) je i rychlost toku v násosce nulová.

Průtok násoskou je dán vztahem:
{\displaystyle Q=v_{2}{\frac {\pi D^{2}}{4}}}
kde D je průměr trubice násosky.
Při aplikaci Bernoulliho rovnice mezi body 0-1 (kde 1 je nejvyšší bod násosky) platí:
{\displaystyle {\frac {p_{0}}{\rho }}+gh_{2}={\frac {p_{1}}{\rho }}+{\frac {v_{1}^{2}}{2}}+g(h_{1}+h_{2})}
Dále z rovnice kontinuity mezi body 1-2 plyne:
{\displaystyle S_{1}v_{1}=S_{2}v_{2}}
Nechť je průřez trubice po celé délce konstantní ({\displaystyle S_{1}=S_{2}}) a nádoby jsou otevřené do atmosféry ({\displaystyle p_{0}=p_{2}=p_{atm}}). Pak platí:
{\displaystyle p_{1}=p_{atm}-\rho g(h_{1}+h_{2})}
kde {\displaystyle p_{1}} je tlak kapaliny v bodě 1. Aby mohla násoska fungovat, musí být {\displaystyle p_{1}} vyšší než tlak sytých par kapaliny za dané teploty. V opačném případě dojde v bodě 1 ke kavitaci a přetržení vodního sloupce. Tím je také dána maximální pracovní výška násosky:
{\displaystyle (h_{1}+h_{2})={\frac {p_{atm}-p_{p}^{''}}{\rho g}}}
kde {\displaystyle p_{p}^{''}} je tlak sytých par kapaliny za dané teploty. Pro vodu a teplotu 20 °C je pak {\displaystyle h_{1}+h_{2}\approx 10m}

## Provoz
Pro uvedení násosky do chodu je nutné, aby byla trubice celá naplněna přečerpávanou kapalinou (například ponořením celé trubice pod hladinu, případně vysátím vzduchu vývěvou – průmyslové použití). Násoska pak samočinně pracuje až do vyrovnání hladin ({\displaystyle h_{2}=0}) nebo poklesnutí hladiny v horní nádobě pod úroveň násosky.